# Championnats d'Europe de judo 1995
Navigation
Édition précédente Édition suivante
Les championnats d'Europe de judo 1995 se sont déroulés à Birmingham, au Royaume-Uni, pour les épreuves individuelles. En ce qui concerne les deux compétitions par équipes (masculine et féminine), elles ont lieu à Trnava, en Slovaquie, en octobre de la même année  (voir article connexe).

## Résultats

### Hommes
| Épreuves                  | Or                 | Argent              | Bronze                            |
| ------------------------- | ------------------ | ------------------- | --------------------------------- |
| poids super-légers −60 kg | Nigel Donohue      | Giorgi Vazagashvili | Girolamo Giovinazzo Natik Bagirov |
| poids mi-légers −65 kg    | Peter Schlatter    | Vsevolods Zelonijs  | Philip Laats Bektas Demirel       |
| poids légers −71 kg       | Martin Schmidt     | Christophe Gagliano | Davor Vlaskovac Thomas Schleicher |
| poids mi-moyens −78 kg    | Patrick Reiter     | Djamel Bouras       | Johan Laats Irfan Toker           |
| poids moyens −86 kg       | Maarten Arens      | Iveri Jikurauli     | Ruslan Mashurenko Oleg Maltsev    |
| poids mi-lourds −95 kg    | Paweł Nastula      | Dmitri Sergeev      | Stéphane Traineau Pedro Soares    |
| poids lourds +95 kg       | Serguei Kossorotov | Frank Möller        | Denny Ebbers Rafał Kubacki        |
| Toutes catégories         | Imre Csösz         | Ralf Koser          | Harry Van Barneveld Ben Sonnemans |

### Femmes
| Épreuves                  | Or                  | Argent               | Bronze                                    |
| ------------------------- | ------------------- | -------------------- | ----------------------------------------- |
| poids super-légers −48 kg | Yolanda Soler       | Sylvie Meloux        | Joyce Heron Tatiana Kouvchinova           |
| poids mi-légers −52 kg    | Alessandra Giungi   | Heidi Goossens       | Ewa Larysa Krause Sharon Rendle           |
| poids légers −56 kg       | Nicola Fairbrother  | Isabel Fernández     | Jessica Gal Einat Yaron                   |
| poids mi-moyens −61 kg    | Jenny Gal           | Diane Bell           | Gella Vandecaveye Catherine Fleury-Vachon |
| poids moyens −66 kg       | Alice Dubois        | Emanuela Pierantozzi | Ute Burmeister Rowena Sweatman            |
| poids mi-lourds −72 kg    | Ulla Werbrouck      | Estha Essombe        | Kate Howey Doris Pöllhuber                |
| poids lourds +72 kg       | Svetlana Gundarenko | Christine Cicot      | Beata Maksymow Monique van der Lee        |
| Toutes catégories         | Angelique Seriese   | Simona Richter       | Tsvetana Bozhilova Raquel Barrientos      |

## Tableau des médailles
| Rang | Nation             | Or | Argent | Bronze | Total |
| ---- | ------------------ | -- | ------ | ------ | ----- |
| 1    | Pays-Bas           | 3  | 0      | 4      | 7     |
| 2    | Allemagne          | 2  | 2      | 1      | 5     |
| 3    | Royaume-Uni        | 2  | 1      | 4      | 7     |
| 4    | Russie             | 2  | 1      | 2      | 5     |
| 5    | France             | 1  | 5      | 2      | 8     |
| 6    | Belgique           | 1  | 1      | 4      | 6     |
| 7    | Italie             | 1  | 1      | 1      | 3     |
| -    | Espagne            | 1  | 1      | 1      | 3     |
| 9    | Pologne            | 1  | 0      | 3      | 4     |
| 10   | Autriche           | 1  | 0      | 2      | 3     |
| 11   | Hongrie            | 1  | 0      | 0      | 1     |
| 12   | Géorgie            | 0  | 2      | 0      | 2     |
| 13   | Lettonie           | 0  | 1      | 0      | 1     |
| -    | Roumanie           | 0  | 1      | 0      | 1     |
| 15   | Turquie            | 0  | 0      | 2      | 2     |
| 16   | Biélorussie        | 0  | 0      | 1      | 1     |
| -    | Bosnie-Herzégovine | 0  | 0      | 1      | 1     |
| -    | Israël             | 0  | 0      | 1      | 1     |
| -    | Bulgarie           | 0  | 0      | 1      | 1     |
| -    | Portugal           | 0  | 0      | 1      | 1     |
| -    | Ukraine            | 0  | 0      | 1      | 1     |
|      |                    | 16 | 16     | 32     | 64    |

## Sources
- Podiums complets sur le site JudoInside.com.

- Podiums complets sur le site alljudo.net.

- Podiums complets sur le site Les-Sports.info.